# Зябликовый жаворонок
Зябликовый жаворонок (лат. Spizocorys fringillaris) — вид птиц рода зябликовые жаворонки (Spizocorys) из семейства жаворонковых (Alaudidae). Эндемик ЮАР.

## Таксономия
Впервые вид был описан шведским зоологом Карлом Якобом Сундевалем в 1850 году и первоначально относился к роду Полевые жаворонки (Alauda). Ранее некоторые авторы также относили его либо к роду Calandrella, либо к монотипическому роду Botha. Также для описания вида использовалось альтернативное название вида difficilis

## Ареал, местообитание и экология
Зябликовый жаворонок — эндемик ЮАР. Встречается в субтропических или тропических высокогорных лугах и пастбищах.
Местообитание ограничено выпасными высокогорными лугами, в основном совпадающими с чёрно-глинистыми почвами, известными как влажные глиняные луга Хайвелда. Во время размножения вид предпочитает короткие густые вытоптанные скотом естественные пастбища на плато или верхних склонах холмов, избегает каменистых участков, более высоких трав в низинах, долинах, пахотных землях и пастбищах. Перемещается небольшими группами вне сезона размножения, отдавая предпочтение залежам и сильно выпасным, сезонно выгоревшим и вытаптываемым участкам в низинных районах. Питается беспозвоночными и семенами. Самка откладывает, как правило, два яйца. Инкубационный период составляет 13-14 дней, период окрыления — около 13 дней.

## Охранный статус
Из-за угрозы потери среды обитания вид относят к вымирающим в Красном списке угрожаемых видов МСОП.